# Webster City
La ville américaine de Webster City est le siège du comté de Hamilton, dans l’État de l’Iowa. Elle comptait 8 070 habitants lors du recensement de 2010.

## Source
- (en) Cet article est partiellement ou en totalité issu de l’article de Wikipédia en anglais intitulé « Webster City, Iowa » (voir la liste des auteurs).